# Colisão elástica
Em física, uma colisão elástica ou choque elástico é um encontro entre dois corpos em que a energia cinética e o momento linear total do sistema se conservam, e em que os corpos envolvidos não sofrem deformações permanentes durante o impacto. Colisões perfeitamente elásticas ocorrem apenas se não houver conversão de energia cinética em outras formas (como calor ou ruído) e, portanto, elas não são parte das nossas experiências cotidianas. Algumas colisões entre átomos em gases são exemplos de colisões perfeitamente elásticas. Entretanto, existem alguns exemplos de colisões em mecânica onde a energia perdida pode ser insignificante. Estas colisões podem ser consideradas elásticas, mesmo que elas não sejam perfeitamente elásticas. Colisões de bolas de bilhar rígidas ou as bolas num pêndulo de Newton são dois exemplos disso.

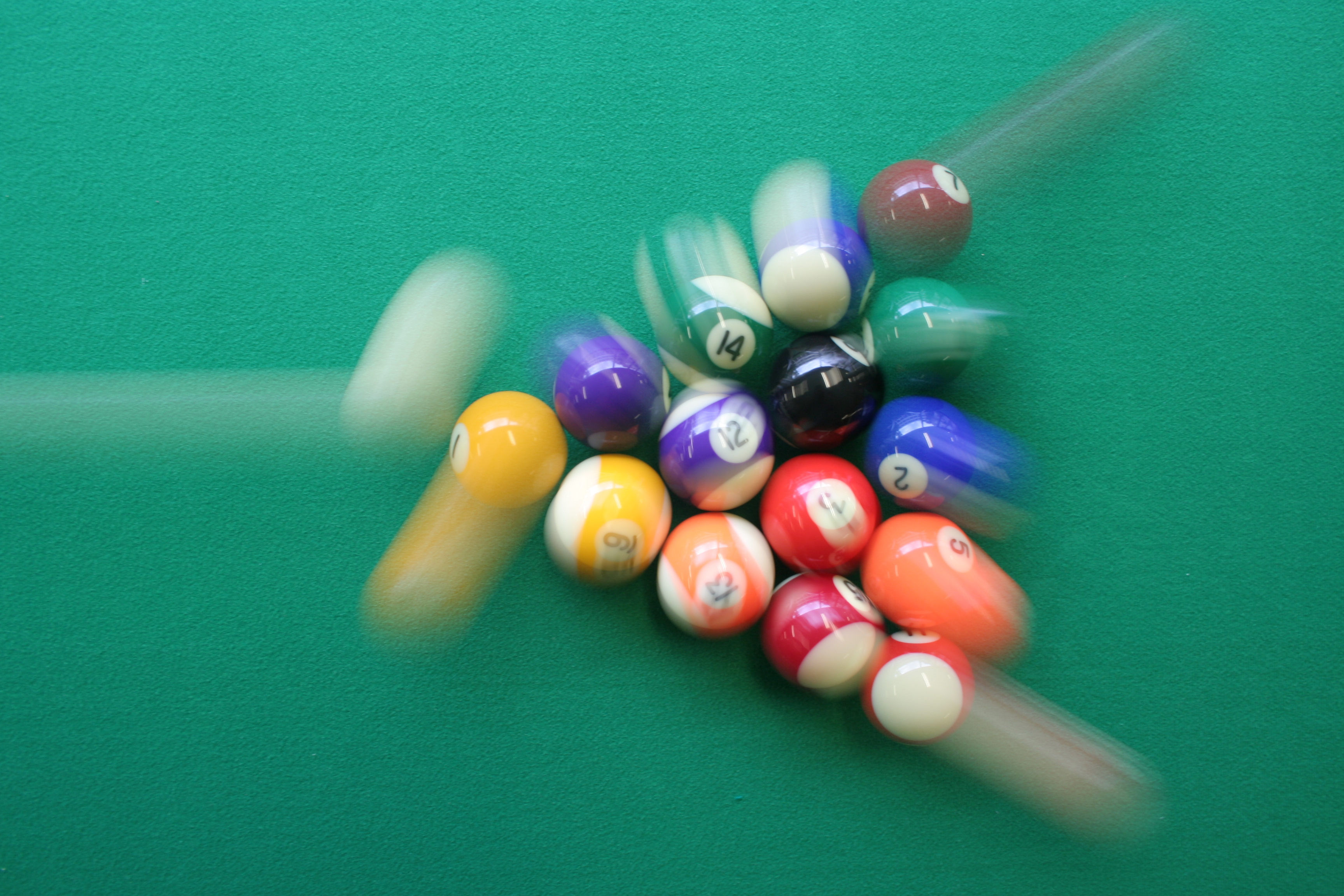
Em um jogo de bilhar, as colisões são praticamente elásticas.

As colisões em que a energia não se conserva e em que se produzem deformações permanentes nos corpos chamam-se inelásticas.

## Resolução de problemas de colisão elástica
Em geral, na resolução de um problema de choque completamente elástico, começamos a partir da conservação do momento linear e da energia cinética antes e depois do impacto.
- O momento linear do sistema é preservado pela definição de colisão elástica: durante um choque, é possível considerar o sistema isolado por causa das forças conservativas que os objetos interagentes trocam, e portanto, é possível ignorar as demais forças envolvidas (exemplo: força gravitacional).
- Ainda, pela definição de colisão elástica, a energia mecânica total deve ser conservada. No entanto, considerando que o sistema está isolado durante o impacto, os potenciais das forças externas são ignorados e apenas a energia cinética dos corpos permanece.[4][5]

## Fórmulas
Supondo dois objetos que possuem elasticidade o suficiente para armazenar toda a energia recebida na deformação sob forma de energia potencial elástica, denominemos as massas das partículas de {\displaystyle m_{1}} e {\displaystyle m_{2}}, analisemos uma situação em que esses corpos colidem frontalmente, temos que:

Enquanto a radiação de corpo negro não escapa de um sistema, os átomos em agitação térmica experimentam essencialmente colisões elásticas. Na média, os átomos ricocheteiam entre si mantendo a mesma energia cinética depois de cada colisão. Aqui, os átomos de hélio a temperatura ambiente se mostram retardados dois trilhões de vezes. Cinco átomos estão coloridos de vermelho para facilitar o acompanhamento de seus movimentos.

Neste caso, há conservação de energia mecânica total do sistema, podendo ser expressada pela equação:
{\displaystyle E_{mi}=E_{mf}}

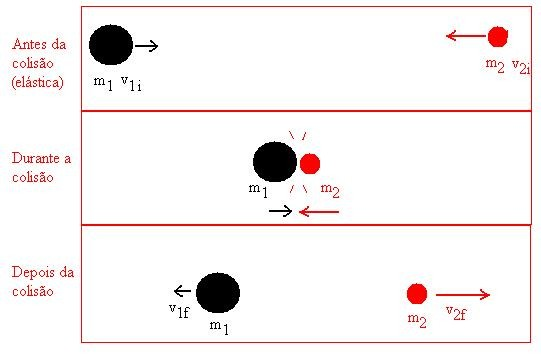
Figura 1. Adotando como a velocidade inicial e como velocidade final do objeto de massa ; como a velocidade inicial e como velocidade final do objeto de massa

A energia mecânica total do sistema, no caso analisado, é a energia cinética dos corpos envolvidos:
{\displaystyle E_{ci}=E_{cf}}
Como temos uma colisão frontal entre os corpos da figura 1, podemos escrever:
{\displaystyle E_{c1i}+E_{c2i}=E_{c1f}+E_{c2f}}
Substituindo as massas e as velocidades das partículas na fórmula, temos:
{\displaystyle {\frac {1}{2}}m_{1}v_{1i}^{2}+{\frac {1}{2}}m_{2}v_{2i}^{2}={\frac {1}{2}}m_{1}v_{1f}^{2}+{\frac {1}{2}}m_{2}v_{2f}^{2}} {\displaystyle (1)}
Além da conservação de energia, teremos ainda no sistema conservação de momento linear, como podemos verificar em:
{\displaystyle m_{1}v_{1i}+m_{2}v_{2i}=m_{1}v_{1f}+m_{2}v_{2f}} {\displaystyle (2)}
Ao resolver ambas equações, obtém-se:
{\displaystyle v_{1f}={\frac {v_{1i}(m_{1}-m_{2})+2v_{2i}m_{2}}{m_{1}+m_{2}}}}
{\displaystyle v_{2f}={\frac {v_{2i}(m_{2}-m_{1})+2v_{1i}m_{1}}{m_{1}+m_{2}}}}
Além disso, relacionando as equações {\displaystyle (1)} e {\displaystyle (2)} e simplificando, teremos as velocidades relativas antes e depois do choque, conforme:
{\displaystyle v_{2f}-v_{1f}=-(v_{2i}-v_{1i})}
A relação entre a velocidade dos dois corpos depois do choque e a velocidade dos corpos antes do choque é denominado coeficiente de restituição, {\displaystyle e}, mostrado na equação:
{\displaystyle e={\frac {v_{2f}-v_{1f}}{-(v_{2i}-v_{1i})}}}
O coeficiente de restituição {\displaystyle e} assume sempre o valor igual a 1 para colisões perfeitamente elásticas e quando o coeficiente de restituição é maior que zero e menor que 1 ({\displaystyle 0<e<1}) a colisão é considerada parcialmente elástica, pois a energia cinética é parcialmente conservada. Se o coeficiente de restituição for zero, trata-se de uma colisão inelástica.

## Colisão em duas dimensões
Quando dois corpos colidem em duas dimensões, a velocidade total de cada corpo deve ser divida em duas velocidades perpendiculares (decomposição vetorial): uma tangente à superfície comum dos corpos em colisão no ponto de contato, a outra ao longo da linha de colisão. Uma vez que a colisão apenas transmite força ao longo da linha de colisão, as velocidades que são tangentes ao ponto de colisão não mudam. As velocidades ao longo da linha de colisão podem, então, ser usadas nas mesmas equações que uma colisão unidimensional. As velocidades final podem ser calculadas a partir das duas novas velocidades e dependerão do ponto de colisão.

Colisão elástica em duas dimensões.

## Exemplos
Quando duas massas iguais colidem elasticamente, a transferência total de momento linear de uma massa para a outra é observada, de modo que após o impacto, aquela que estava em movimento, para. Enquanto a que estava parada adquire velocidade, sendo que o momento linear e a energia cinética são conservados.

Colisão elástica entre massas iguais.

### Teoria na prática
Supondo que uma arma de massa 1 kg ({\displaystyle m_{a}}) dispare um projétil de massa 0,01 kg ({\displaystyle m_{p}}) com velocidade de 400 m/s ({\displaystyle v_{p}}), calcule a velocidade de recuo dessa arma ({\displaystyle v_{a}}). Considerando o choque perfeitamente elástico, para determinar a velocidade de recuo da arma tem-se:
-O momento linear é conservado.
{\displaystyle |p_{i}|+|p_{f}|=0}
{\displaystyle m_{a}v_{a}+m_{p}v_{p}=0}
{\displaystyle 1\cdot v_{a}+0,01\cdot 400=0}
{\displaystyle v_{a}=-4\ m/s}